# Toobit
Toobit es una plataforma global de criptomonedas y bolsa de derivados que ofrece servicios de compra, venta, trading y gestión de activos digitales como Bitcoin, Ethereum y otras criptomonedas. La empresa opera en Turquía, Polonia, Italia, Portugal y en las regiones de MENA (Medio Oriente y Norte de África), Europa y LATAM.

## Historia
Toobit fue fundada en 2022.
En junio de 2023, Toobit introdujo un Sistema de Bróker y Trading de Futuros y Copy Trading como nuevas funciones en la plataforma.
En agosto, Toobit introdujo 2 nuevas funciones, Lite Perpetual y la posibilidad de comprar cripto a través de tarjeta de crédito en su plataforma. En agosto de 2023, la empresa también fue el patrocinador oficial de la Semana Blockchain de Estambul 2023 en Turquía.
En octubre, Toobit fue el patrocinador oficial de Blockchain Life 2023 en los Emiratos Árabes Unidos y Blockchain Expo Global 2023 en el Reino Unido en noviembre.
En enero de 2024, Toobit introdujo los Bots de Grid de Trading de Futuros como una nueva función de la plataforma y también mejoró su función existente de Copy Trading para todos los usuarios.
En febrero de 2024, Toobit fue el patrocinador oficial de las Conferencias de Afiliados de TES en Portugal.
En abril de 2024, Toobit anunció su integración con la tecnología CODE Travel Rule y fue el patrocinador oficial de Blockchain Life 2024 en los Emiratos Árabes Unidos.
En junio de 2024, Toobit anunció su expansión en las regiones MENA.

## Servicios
La plataforma ofrece trading al contado con una selección de criptomonedas, comisiones competitivas y gran liquidez. Además, Toobit ofrece trading de derivados, incluyendo contratos perpetuos y opciones de apalancamiento.
La cartera segura de Toobit admite múltiples criptomonedas e incorpora funciones de seguridad avanzadas para almacenar activos digitales. Los usuarios también pueden replicar las estrategias de los traders profesionales utilizando la función de copy trading. Toobit también ofrece Bots de Grid de Futuros que ayudan a gestionar posiciones y capitalizar las fluctuaciones de precios en los mercados volátiles.
Toobit recibió una calificación de seguridad A de CER.live y Hacken, y cuenta con certificaciones como la Licencia de Empresas de Servicios Monetarios FINTRAC de Canadá, los estándares de cumplimiento normativo Codevasp y la verificación KYC avanzada de Sumsub.
Toobit está presente en todo el mundo, con oficinas y operaciones en varias regiones, como Turquía, Polonia, Italia, Portugal y países de las regiones MENA, Europa y LATAM.